# Saint-germaini ediktum

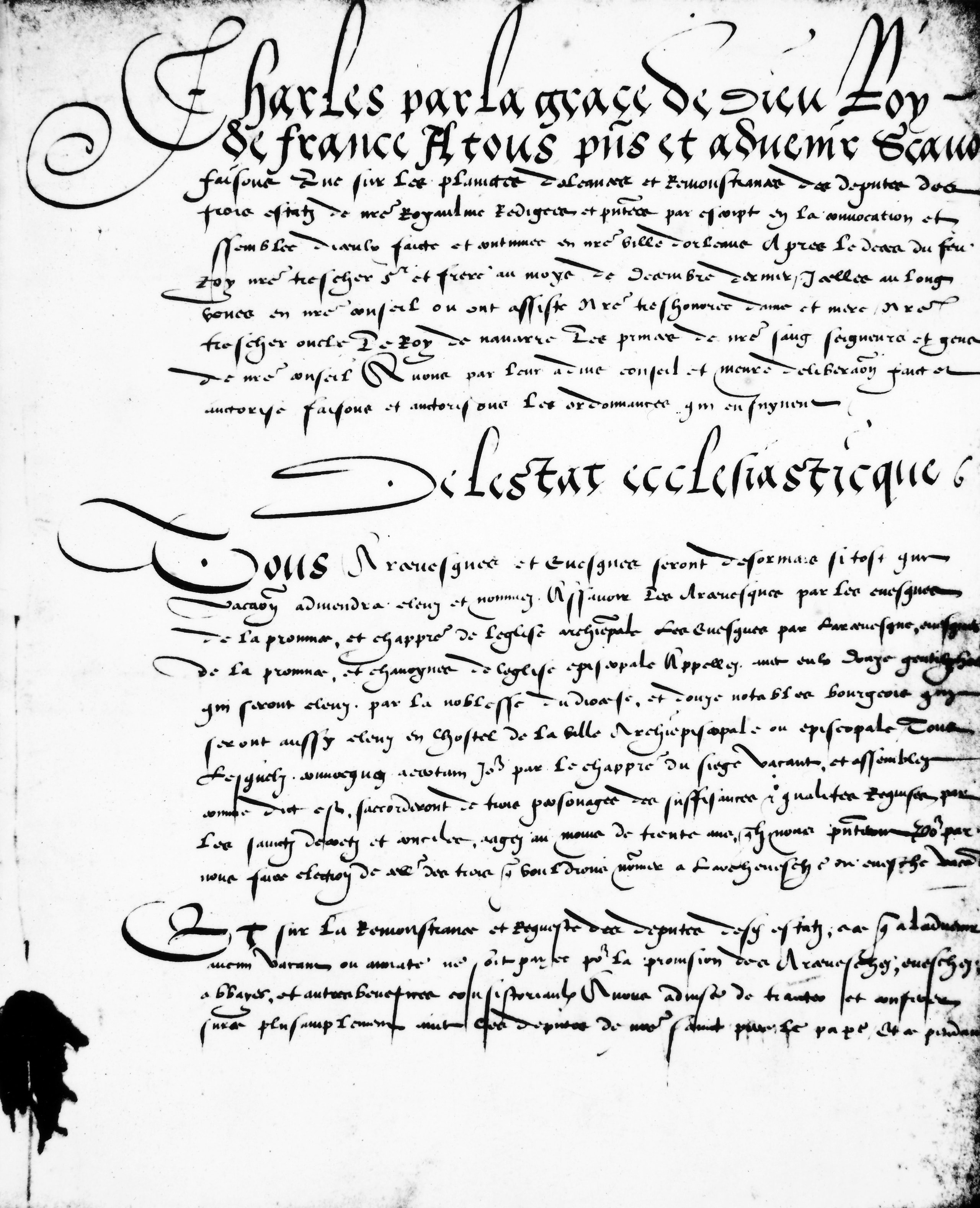
A Saint-germaini ediktum első oldala

A saint-germaini ediktum Franciaországban 1562-ben kiadott vallási témájú ediktum, mely a református vallást megtűrt vallássá emelte.
Medici Katalin és kormánya törekedtek a polgárháború elkerülésére. 1562 elejére maga elé hívatta az összes parlament küldötteit Saint-Germain-en-Laye-ba és velük megállapította a vallásgyakorlatot szabályozó rendeletet. E szerint a protestánsok kötelesek az elfoglalt templomokat visszaadni és halálos büntetés terhe alatt tartózkodni a kép- és templomrombolástól. A városokon belül nem tarthatnak istentiszteletet, sem prédikációt, míg az általános zsinat, vagy a király mást nem rendel. A városokon kívül azonban szabadon gyülekezhetnek és az ellenük vétőket szigorúan büntetik. Ez által az addig törvényen kívül álló felekezet mégis törvényes védelemben részesült és ha nem nyert is szabad vallásgyakorlatot, mint Michel de L’Hospital szerette volna, legalább megtűrték.
Az ediktum ellenére a polgárháborút nem sikerült megelőzni. Alig két hónappal kiadása után a wassyi mészárlást (1562. március 1.) követően kirobbant a háború.